# EPub

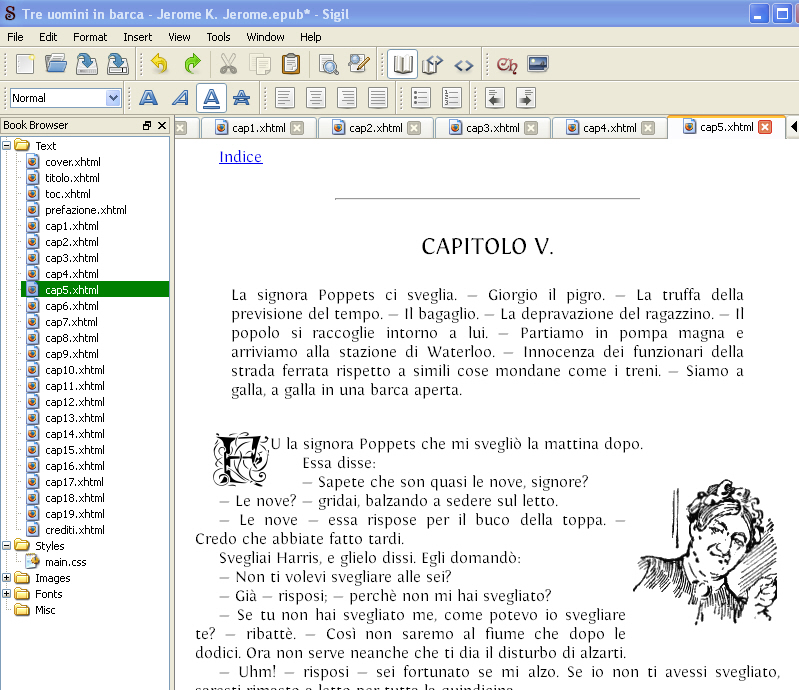
Esempio di file ePub. Screenshot del programma Sigil che mostra a sinistra la struttura interna (directory e file), e a destra una anteprima dell'eBook

ePub (abbreviazione di electronic publication, "pubblicazione elettronica", e indicato anche come EPub, epub, o EPUB) è uno standard aperto specifico per la pubblicazione di libri digitali (eBook) e basato su XML.
A partire da settembre 2007 è lo standard ufficiale dell'International Digital Publishing Forum (IDPF) - un organismo internazionale non profit al quale collaborano università, centri di ricerca e società che lavorano in ambito sia informatico che editoriale. Lo standard ePub sostituisce, aggiornandolo, l'Open eBook (OeB), elaborato dall'Open E-book Forum.
In pochi anni dalla sua nascita l'ePub è divenuto uno dei formati più diffusi nel mondo dell'editoria digitale.

## Formato del file
Lo standard, che ha file con estensione .epub, consente di ottimizzare il flusso di testo in base al dispositivo di visualizzazione ed è costituito a sua volta da altre tre specifiche:
- l'Open Publication Structure (OPS) 2.0, descrive la formattazione dei contenuti;
- l'Open Packaging Format (OPF) 2.0, descrive in xml la struttura del file .epub;
- l'OEBPS Container Format (OCF) 1.0, un archivio compresso zip che raccoglie tutti i file.

In sostanza, l'ePub utilizza internamente codice XHTML o DTBook (una variante dello standard XML creata dal consorzio DAISY Digital Talking Book) per le pagine di testo, e il CSS per il layout e la formattazione. L'XML è utilizzato per il documento "manifest", il "table of contents" (TOC, o indice), e i metadati. Infine i file, strutturati in directory specifiche, sono compressi in un archivio .zip con estensione .epub.

## Epub3
Nell'ottobre 2011 l'IDPF ha pubblicato le specifiche per la versione 3 del formato epub.
Tra le novità più significative:
- utilizzo di HTML5 e CSS3, con possibilità di inserire elementi multimediali, come video ed audio;
- possibilità di utilizzare MathML per scrivere formule matematiche;
- introduzione di JavaScript;
- metadati integrati nel codice;
- utilizzo di elementi di semantic web;

## Caratteristiche
- Formato aperto
- Testo "re-flowable" (consente di ottimizzare il flusso di testo in base al dispositivo di visualizzazione e di rimodellarlo a seconda delle impostazioni utente) e ridimensionabile
- Grafica raster e vettoriale
- Metadata inclusi
- Supporto DRM[3]
- Utilizzo degli stili CSS
- Possibilità di incorporare font
- Utilizzo di tutte le funzionalità XML

### Critiche
I maggiori difetti di questo formato sono legati essenzialmente al fatto che sia ottimizzato per testi e per grafica semplice, mentre non è l'ideale per eBook dalla grafica avanzata (come ad esempio fumetti, o anche testi tecnici con uso intensivo di immagini, tabelle e grafica).

## Software
Esistono vari software (sia proprietari che open source) per creare e modificare i file in formato ePub:
- Adobe InDesign: programma per l'impaginazione digitale professionale sviluppato da Adobe, a partire dalla versione 5.5 permette l'esportazione nel formato ePub.
- Sigil: programma libero multipiattaforma (per GNU/Linux, Windows e macOS).
- Calibre è un software libero multipiattaforma dedicato alla gestione di una libreria di eBook; permette anche la creazione di file in formato ePub.

Soltanto alcuni lettori software sono in grado di visualizzare il formato ePub.

## Hardware
Quasi tutti i dispositivi di lettura eBook sono ottimizzati per la visualizzazione del formato ePub. Fanno eccezione i lettori della serie Kindle che supportano il formato proprietario mobi, derivato dall'ePub; sui tablet Kindle Fire HD e HDX è comunque possibile leggere i file .epub installando appositi programmi come MoonReader.